# Élections législatives japonaises de 1892
Les élections législatives japonaises de 1892 (第2回衆議院議員総選挙, Dai-nikai Shūgiin Giinsōsenkyō) sont les deuxième organisées après l'avénement de l'empire du Japon et ont pour but d'élire les membres de la chambre des représentants de la Diète du Japon. Elles ont lieu le 15 février 1892.

## Histoire et contexte
Après les élections législatives de 1890, les candidats élus à la chambre des représentants (chambre basse) s'avèrent beaucoup moins sensibles à la persuasion du gouvernement que ce qu'avait prévu Itō Hirobumi et d'autres membres de l'oligarchie de Meiji. Au lieu de docilement approuver les décisions de la chambre des pairs et du genrō, les dirigeants de la chambre basse utilisent le seul recours que leur permet la constitution Meiji de 1889 : ne pas approuver le budget pour montrer leur opposition. Cela créé une impasse politique que provoque une dissolution du gouvernement et l'organisation de nouvelles élections. L'empereur Meiji déclare craindre que les mêmes personnes soient de nouveau élues car la situation se reproduirait et il suggère aux bureaux locaux d'encourager des « bonnes personnes » de se présenter aux élections.
Le ministre des Affaires intérieures, Shinagawa Yajirō, interprète cela comme une condamnation de l'activité des partis politiques, et envoie des mémorandums aux bureaux régionaux afin de révoquer tous les hommes profondement impliqués dans l'activité des partis politiques. Il demande également à la police de punir sévèrement tous actes de corruption ou d'intimidation. Ironiquement, les élections de 1892 sont les plus violentes de l'histoire japonaise, avec de nombreuses émeutes durant lesquelles 25 personnes sont tuées et 388 blessées. La violence est particulièrement exécerbée dans certaines partis du pays où l'opposition au parti libéral Jiyūtō est forte. Encouragé par le premier ministre Matsukata Masayoshi, Shinagawa fait arrêter des candidats qu'il considère comme « déloyaux » car ayant des bandes de voyous qui molestent les électeurs et qui brûlent les maisons des politiciens de l'opposition. Les gouverneurs des préfectures et les chefs de la police ordonnent secrètement de perturber les campagnes des politiciens « déloyaux » de l'opposition et d'aider les partisans pro-gouvernement. Des urnes sont volées dans la préfecture de Kōchi et le vote est impossible dans certaines parties de la préfecture de Saga. De nombreuses violations sont commises dans la préfecture d'Ishikawa et la préfecture de Fukuoka.
De même que pour les élections de 1890, l'électorat est basé sur le suffrage limité, seuls les hommes de 25 ans ou plus, qui paient 15 yen ou plus de taxes nationales, et qui résident dans leur préfecture depuis au moins un an, sont éligibles au vote. Le nombre de personnes autorisées à voter est ainsi de 434 594 tandis que les candidats sont 900. Le taux de participation est de 91,54 %.
Malgré les violences, la faction mintō (partis libéraux) - le Jiyutō, le Rikken Kaishintō et leurs affiliés - maintient sa majorité à la chambre des représentants, gagnant 132 sièges opposés aux 124 des candidats pro-gouvernementaux, et 44 indépendants.
Le gouvernement fait ainsi face à une chambre basse en colère lors de la prochaine session de la diète le 6 mai, même certains membres de la chambre des pairs sont indignés et émettent le 11 mai une condamnation de la manière dont se sont déroulées les élections. Shinagawa est forcé de démissionner le mois suivant.

## Résultats

| Partis politiques             | Sièges |
| ----------------------------- | ------ |
| Jiyūtō (自由党)               | 94     |
| Rikken Kaishintō (立憲改進党) | 38     |
| Club Chuo (中央交渉会)        | 81     |
| Club Dokuritsu (独立倶楽部)   | 31     |
| Club Kinki (近畿倶楽部)       | 12     |
| Indépendants (無所属)         | 44     |
| Total                         | 300    |